# Garuda Indonesia
PT (Persero) Perusahaan Penerbangan Garuda Indonesia, viết tắt Garuda Indonesia, là hãng hàng không quốc gia của Indonesia. Tên của hãng được đặt theo loài chim thần thoại Garuda. Trong truyền thống Vedic Ấn Độ, Garuda là loài chim mang thần Vishnu của Hindu god Vishnu. Hãng này có trụ sở tại Jakarta tại Sân bay quốc tế Soekarno-Hatta, với trung tâm hoạt động tại: Sân bay quốc tế Ngurah Rai, Bali, Sân bay quốc tế Juanda, Surabaya, Sân bay quốc tế Polonia, Medan, và Sân bay quốc tế Changi Singapore, Singapore. Hãng này là công ty quốc doanh và sử dụng 6.285 nhân công (tháng 3 năm 2007).

## Điểm đến
Do EU cấm tất cả 51 hãng hàng không của Indonesia đến châu Âu tháng 7/2007 vì lý do an toàn bay, nên một số đường bay đến châu Âu của Garuda Indonesia đều phải thực hiện dưới dạng liên danh (code share). Song tháng 7/2009, EU đã dỡ bỏ lệnh cấm vận này đối với Garuda, lý do là hãng này đã nâng cao độ an toàn trong việc chuyên chở khách. Garuda hy vọng sẽ nối lại đường bay sang Hà Lan đầu năm 2010 (theo bbc.co.uk).

### châu Á

#### Đông Á
- Trung Quốc
  - Bắc Kinh (Sân bay quốc tế Thủ Đô Bắc Kinh)
  - Quảng Châu (Sân bay quốc tế Bạch Vân Quảng Châu)
  - Hồng Kông (Sân bay quốc tế Hồng Kông)
  - Thượng Hải (Sân bay quốc tế Phố Đông Thượng Hải)
- Nhật Bản
  - Nagoya (Sân bay quốc tế Chubu) (từ 02.06.08)
  - Naha (Sân bay quốc tế Naha) (từ T8.2008)
  - Osaka (Sân bay quốc tế Kansai)
  - Tokyo (Sân bay quốc tế Narita)
- Hàn Quốc
  - Seoul (Sân bay quốc tế Incheon)

#### Đông Nam Á
- Indonesia
  - Ampenan (Sân bay Selaparang)
  - Balikpapan (Sân bay Sultan Aji Muhammad Sulaiman)
  - Banda Aceh (Sân bay Sultan Iskandarmuda)
  - Bandung (Sân bay quốc tế Husein Sastranegara) với Citilink
  - Banjarmasin (Sân bay Syamsudin Noor)
  - Batam (Sân bay Hang Nadim)
  - Biak (Sân bay Frans Kaisiepo)
  - Denpasar (Sân bay quốc tế Ngurah Rai) Trụ sở chính
  - Jakarta (Sân bay quốc tế Soekarno-Hatta) Trụ sở chính
  - Jayapura (Sân bay Sentani)
  - Makassar (Sân bay quốc tế Hasanuddin)
  - Malang (Sân bay Abdul Rachman Saleh)
  - Manado (Sân bay quốc tế Sam Ratulangi)
  - Medan (Sân bay quốc tế Polonia)
  - Padang (Sân bay quốc tế Minangkabau)
  - Palangkaraya (Sân bay Tjilik Riwut)
  - Palembang (Sân bay quốc tế Sultan Mahmud Badaruddin II)
  - Pekanbaru (Sân bay quốc tế Sultan Syarif Kasim II)
  - Pontianak (Sân bay Supadio)
  - Semarang (Sân bay Achmad Yani)
  - Solo (Sân bay quốc tế Adisumarmo)
  - Surabaya (Sân bay quốc tế Juanda) Điểm đến quan trọng
  - Timika (Sân bay Timika)
  - Yogyakarta (Sân bay quốc tế Adisucipto)
- Malaysia
  - Kuala Lumpur (Sân bay quốc tế Kuala Lumpur)
  - Labuan (Sân bay Labuan)
  - Penang (Sân bay quốc tế Penang) Hàng hóa
- Philippines
  - Manila (Sân bay quốc tế Ninoy Aquino) Hàng hóa
- Singapore
  - Singapore (Sân bay quốc tế Changi Singapore) Điểm đến quan trọng
- Thái Lan
  - Bangkok (Sân bay quốc tế Suvarnabhumi)
- Việt Nam
  - Thành phố Hồ Chí Minh (Sân bay quốc tế Tân Sơn Nhất)

#### Nam Á
- Ấn Độ
  - Chennai (Sân bay quốc tế Chennai)
  - Hyderabad (Sân bay quốc tế Rajiv Gandhi) (từ T6.2008)

#### Tây Á
- Ả rập Xê út
  - Jeddah (Sân bay quốc tế King Abdulaziz)
  - Riyadh (Sân bay quốc tế King Khalid)
- Các tiểu vương quốc Ả rập thống nhất
  - Dubai (Sân bay quốc tế Dubai)

### châu Đại Dương
- Úc
  - Darwin (Sân bay quốc tế Darwin)
  - Melbourne (Sân bay quốc tế Melbourne)
  - Perth (Sân bay Perth)
  - Sydney (Sân bay quốc tế Kingsford Smith)

```
Tuyến bay đã tới
```

- - Amsterdam (Sân bay quốc tế Amsterdam Schiphol), không được bay tới trong năm 2008 vì lệnh cấm củaEU

### Các điểm đến khác có giới hạn

#### châu Phi
- Ai Cập
  - Cairo (Sân bay quốc tế Cairo)

#### châu Á
Đông Á
- Nhật Bản
  - Fukuoka (Sân bay quốc tế Fukuoka)
- Đài Loan
  - Đài Bắc (Sân bay quốc tế Đào Viên Đài Loan) * China Airlines

Nam Á
- Ấn Độ
  - Mumbai (Sân bay quốc tế Chhatrapati Shivaji)

Đông Nam Á
- Malaysia
  - Kota Kinabalu (Sân bay quốc tế Kota Kinabalu)
- Philippines
  - Manila (Sân bay quốc tế Ninoy Aquino) * Philippine Airlines

Tây Á
- Bahrain
  - Manama (Sân bay quốc tế Bahrain)
- Jordan
  - Amman (Sân bay quốc tế Queen Alia)
- Ả Rập Sauđi
  - Dammam (Sân bay quốc tế King Fahd)
  - Dhahran (Sân bay quốc tế Dhahran)
- Các Tiểu Vương quốc Ả Rập Thống nhất
  - Abu Dhabi (Sân bay quốc tế Abu Dhabi)

#### châu Âu
- Áo
  - Viên (Sân bay quốc tế Viên)
- Bỉ
  - Brussels (Sân bay quốc tế Brussels)
- Pháp
  - Paris (Sân bay quốc tế Charles de Gaulle) * Malaysia Airlines
- Đức
  - Berlin (Sân bay quốc tế Berlin)
  - Frankfurt (Sân bay quốc tế Frankfurt) * Malaysia Airlines
  - Munich (Sân bay quốc tế Munich)
- Ý
  - Roma (Sân bay quốc tế Leonardo da Vinci)
- Tây Ban Nha
  - Madrid (Sân bay quốc tế Madrid Barajas)
- Vương quốc Liên hiệp Anh và Bắc Ireland
  - Anh
    - London
      - (Sân bay quốc tế London Heathrow) * Malaysia Airlines-LHR
      - (Sân bay quốc tế London Gatwick) * Oman Air-LGW

#### Bắc Mỹ
- Mỹ
  - California
    - Los Angeles (Sân bay quốc tế Los Angeles)

  - Hawaii
    - Honolulu (Sân bay quốc tế Honolulu)

#### châu Đại Dương
- Úc
  - Queensland
    - Brisbane (Sân bay quốc tế Brisbane)
    - Cairns
    - Townsville
    - Adelaide (Sân bay quốc tế Adelaide)
    - Port Hedland
- New Zealand
  - Auckland (Sân bay quốc tế Auckland)

* Codeshared

### Code share
- Aeroflot
- Aeroméxico
- Air Europa
- Air France
- All Nippon Airways
- Bangkok Airways
- China Airlines
- China Eastern Airlines
- China Southern Airlines
- Delta Air Lines
- Etihad Airways
- Hong Kong Airlines
- Japan Airlines
- Kenya Airways
- KLM
- Korean Air
- Malaysia Airlines
- Myanmar Airways International
- Oman Air
- Philippine Airlines
- Royal Brunei Airlines
- Saudia
- Singapore Airlines
- TransNusa
- Turkish Airlines
- Vietnam Airlines
- XiamenAir

### Liên minh hàng không SkyTeam

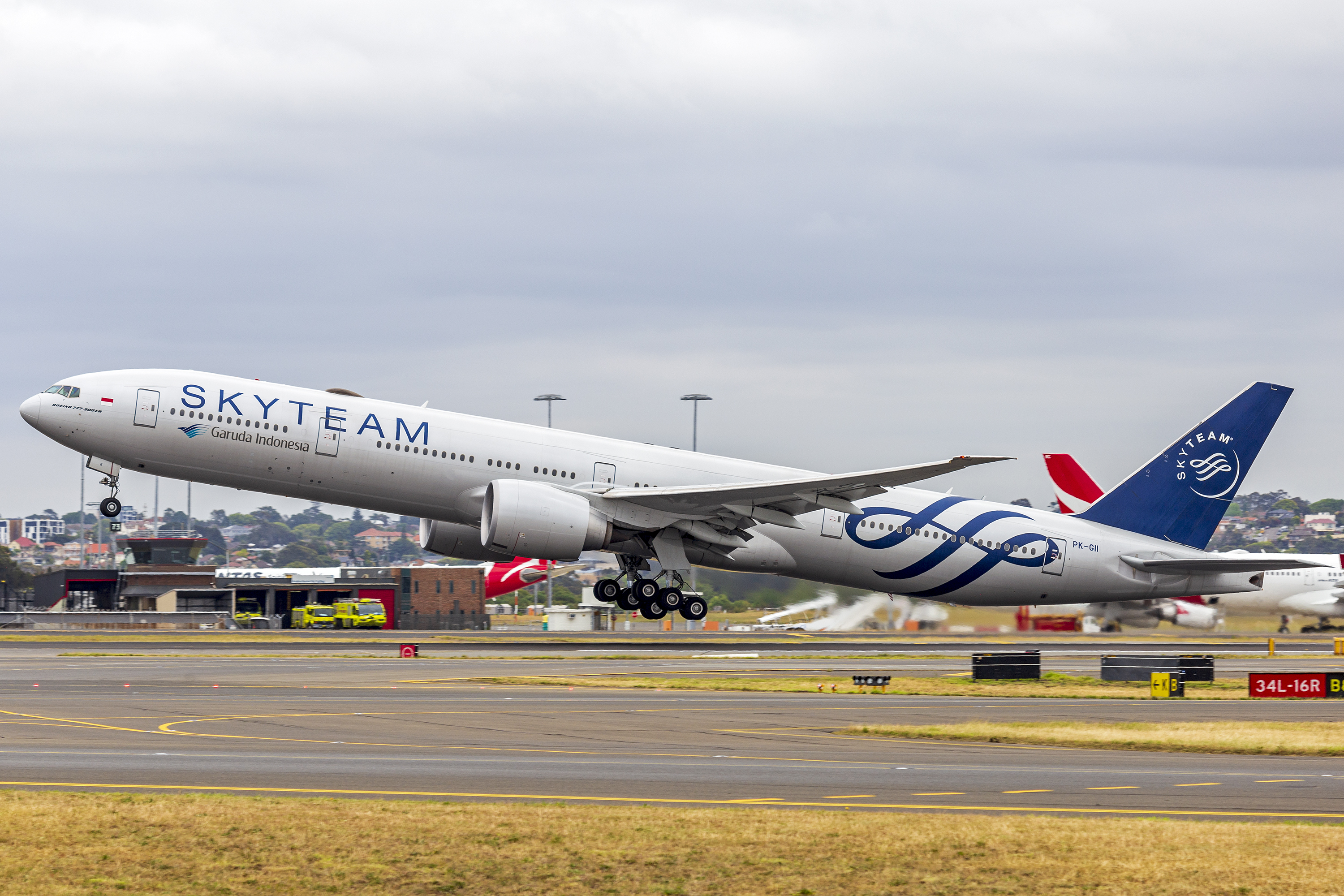
Boeing 777-300ER mang màu sơn SkyTeam

Ngày 5/3/2014, Garuda Indonesia chính thức gia nhập liên minh SkyTeam và trở thành thành viên thứ 20 của tổ chức này. Việc đưa Garuda Indonesia vào thêm 40 điểm đến mới vào mạng lưới toàn cầu của SkyTeam và tăng cường sự hiện diện của liên minh ở Đông Nam Á và Úc. Để kỷ niệm sự kiện này, hãng đã sơn lại một chiếc Airbus A330-300, một chiếc Boeing 737-800 và một chiếc Bombardier CRJ1000 với dịch vụ bảo hành của SkyTeam. Ngoài những chiếc máy bay được sơn lại, một chiếc Boeing 777-300ER đã được giao hàng với dịch vụ vận chuyển của SkyTeam. Với sự xuất hiện của Garuda Indonesia với SkyTeam, một loạt các tiện ích được cung cấp như bao gồm cả Sky Priority, cũng như thay đổi tư cách thành viên khách hàng thường xuyên hiện tại thành GarudaMiles. Ngoài ra, Garuda còn kết nối với 140 điểm đến mới và cũng hợp tác với các hãng hàng không lớn trên thế giới như Aeroflot, Aeroméxico, Air France, China Airlines, Delta Air Lines, KLM, Korean Air và Saudia.

## Tài trợ

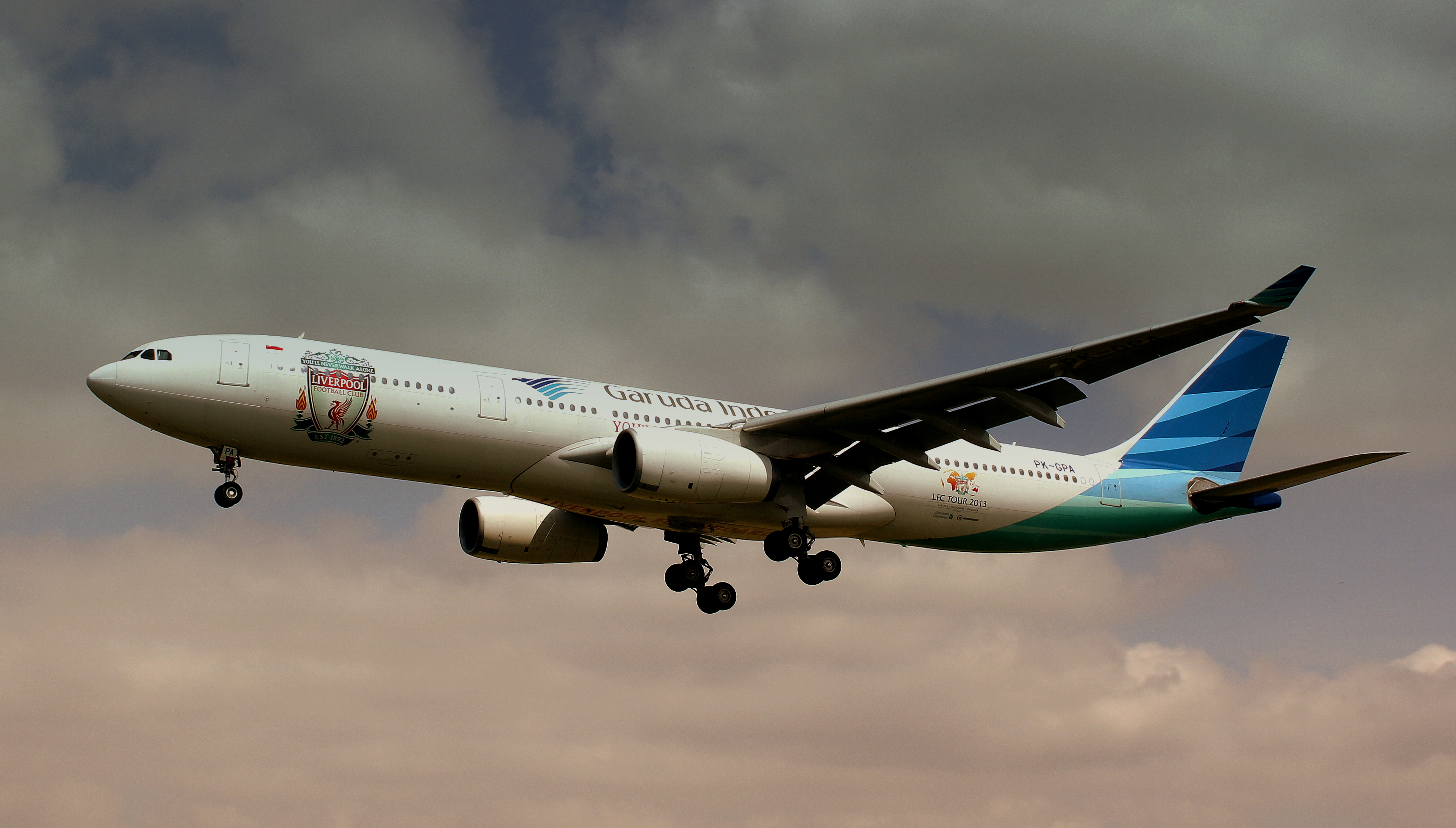
Airbus A330-300 tài trợ cho CLB Liverpool F.C

Garuda Indonesia là nhà tài trợ chính thức của Đại hội Thể thao Đông Nam Á 2011. Hãng cũng hỗ trợ chiến dịch du lịch "Wonderful Indonesia" bằng cách đặt biểu tượng "Wonderful Indonesia" trong các tài liệu quảng cáo của họ cũng như trên thân máy bay.
Tháng 7/2012, Garuda Indonesia đã ký hợp đồng tài trợ 3 năm với CLB Liverpool F.C của Giải bóng đá Ngoại hạng Anh. Thỏa thuận cho phép Garuda Indonesia trở thành đối tác chính thức của CLB Liverpool F.C và đối tác Hàng không Toàn cầu Chính thức của CLB Liverpool F.C.. Ngoài ra, một video quảng cáo dài 6 phút của Garuda Indonesia sẽ được phát trong các trận đấu được tổ chức trên sân nhà của Liverpool FC (Anfield) trong mùa giải 2012–2014.
Sự hợp tác với Liverpool sẽ giúp Garuda Indonesia tiếp xúc với các phương tiện truyền thông để nâng cao chất lượng về thương hiệu trên thị trường quốc tế hiệu quả hơn với nhiều lợi ích tối đa hơn, do thương hiệu Garuda Indonesia sẽ có tần suất phát cao hơn với thời lượng phát sóng dài hơn. Năm 2013, Liverpool F.C có chuyến du đấu châu Á với một trong những quốc gia mà mục tiêu là Indonesia. Qua chuyến tham quan, hy vọng chuyến thăm này sẽ nâng cao chất lượng các trận đấu bóng đá của Indonesia.
Để hỗ trợ mục tiêu đón 20 triệu khách du lịch vào năm 2019, Garuda Indonesia sẽ tăng số lượng đội máy bay được gắn logo 'Wonderful Indonesia' trên máy bay của họ. Giám đốc Kinh doanh của hãng Handayani tại cuộc họp báo cuối năm của Bộ Du lịch tại Tòa nhà Sapta Pesona, Văn phòng Bộ Du lịch Cộng hòa Indonesia, Jakarta cho biết, vào tháng 2/2016, sẽ có thêm ít nhất 5 máy bay Garuda Indonesia có biểu tượng 'Wonderful Indonesia' như một hình thức hợp tác giữa Garuda Indonesia và Bộ Du lịch. "Hy vọng rằng nó có thể hỗ trợ du lịch của Indonesia," Handayani nói. Ngoài ra, Garuda Indonesia sẽ hỗ trợ du lịch dưới hình thức phát triển các tuyến bay bằng cách tăng cường các tuyến bay vượt trội trong lĩnh vực du lịch, chẳng hạn như Labuan Bajo, Lombok và Wakatobi.

## Đội tàu bay
Tính đến tháng 12/2021:
| Máy bay                | Đang vận hành | Đặt hàng | Hành khách | Hành khách | Hành khách | Hành khách | Ghi chú                                    |
| Máy bay                | Đang vận hành | Đặt hàng | F          | B          | E          | Tổng       | Ghi chú                                    |
| ---------------------- | ------------- | -------- | ---------- | ---------- | ---------- | ---------- | ------------------------------------------ |
| Airbus A330-200        | 3             | —        | —          | 36         | 186        | 222        |                                            |
| Airbus A330-300        | 17            | —        | —          | 36         | 215        | 251        |                                            |
| Airbus A330-300        | 17            | —        | —          | 24         | 263        | 287        |                                            |
| Airbus A330-300        | 17            | —        | —          | —          | 360        | 360        |                                            |
| Airbus A330-800        | —             | 4        | TBA        | TBA        | TBA        | TBA        |                                            |
| Airbus A330-900        | 3             | 11       | —          | 24         | 277        | 301        |                                            |
| ATR 72-600             | 12            | —        | —          | —          | 70         | 70         | Có kế hoạch chuyển sang cho Citilink       |
| Boeing 737-800         | 40            | —        | —          | 12         | 150        | 162        |                                            |
| Boeing 737-800         | 40            | —        | —          | 12         | 162        | 174        |                                            |
| Boeing 737 MAX 8       | 1             | 49       | —          | 8          | 162        | 170        |                                            |
| Boeing 777-300ER       | 10            | —        | 8          | 38         | 268        | 314        |                                            |
| Boeing 777-300ER       | 10            | —        | —          | 26         | 367        | 393        |                                            |
| Bombardier CRJ-1000ER  | 18            | —        | —          | 12         | 84         | 96         | Hoạt động dưới thương hiệu phụ Explore Jet |
| Cargo Garuda Indonesia |               |          |            |            |            |            |                                            |
| Airbus A330-200F       | —             | 1        | Cargo      | Cargo      | Cargo      | Cargo      | Chuyển từ chở khách sang chở hàng          |
| Airbus A330-300F       | 2             | —        | Cargo      | Cargo      | Cargo      | Cargo      | Chuyển từ chở khách sang chở hàng          |
| Boeing 737-800BCF      | —             | 2        | Cargo      | Cargo      | Cargo      | Cargo      | Giao hàng từ năm 2020                      |
| Tổng cộng              | 106           | 67       |            |            |            |            |                                            |

Máy bay mang màu sơn đặc biệt (đa số đều mang thông điệp đến việc đeo khẩu trang để phòng tránh dịch bệnh Covid-19):
_ Airbus A330-300:
+ PK-GHC: Mask On (ARTHA GRAHA PEDULI)
+ PK-GHD: REPUBLIK INDONESIA
+ PK-GPR: SKYTEAM
_ Boeing 737-800:
+ PK-GFK: Ayo Pakai Masker
+ PK-GFN: INDONESIAN AIRWAYS
+ PK-GFQ: Ayo Pakai Masker (ARTHA GRAHA PEDULI)
+ PK-GFT: #SUKSESKANVAKSINASI (Powered by biofarma)
_ Boeing 777-300ER:
+ PK-GIG; PK-GIK: REPUBLIK INDONESIA
+ PK-GII: SKYTEAM
+ PK-GIJ: Ayo Pakai Masker (Supported by PERTAMINA)
_ Bombardier CRJ-1000ER: PK-GRA: SKYTEAM

### Các loại tàu bày đã vận hành trước đây
- Airbus A300 B4-220, -600
- Airbus A330-200
- Boeing 747-100 and -200
- Convair 990
- Douglas DC-3
- Douglas DC-8
- Fokker F28
- McDonnell Douglas DC-9
- McDonnell Douglas DC-10-30
- McDonnell Douglas MD-11/ER